# 我看見三隻船
我看見三隻船（I Saw Three Ships (Come Sailing In)）是一首傳統的英格蘭聖誕頌歌，是“綠袖子”的變種，最早版本印刷於17世紀的德比郡，1833年由威廉·桑德斯再版。 歌曲描述的是航向伯利恒的船，不過實際上離此地最近的水域是20英里之外的死海，而“三隻船”可能指的是12世紀用來將東方三博士遺骸運往科隆主教座堂的三隻船。

## 變種
- 我在新年看見三隻船駛來（I saw three ships come sailing by on New Year's Day）：19世紀版本，描寫三艘船上的三位姑娘在新年那天前去參加婚禮。[3]

## 外部連結
- History, lyrics and sheet music at The Hymns and Carols of Christmas （页面存档备份，存于）
- Free sheet music for piano （页面存档备份，存于）, voice （页面存档备份，存于） and SATB （页面存档备份，存于） from Cantorion.org
- Full lyrics （页面存档备份，存于）